# Skrętka nieekranowana

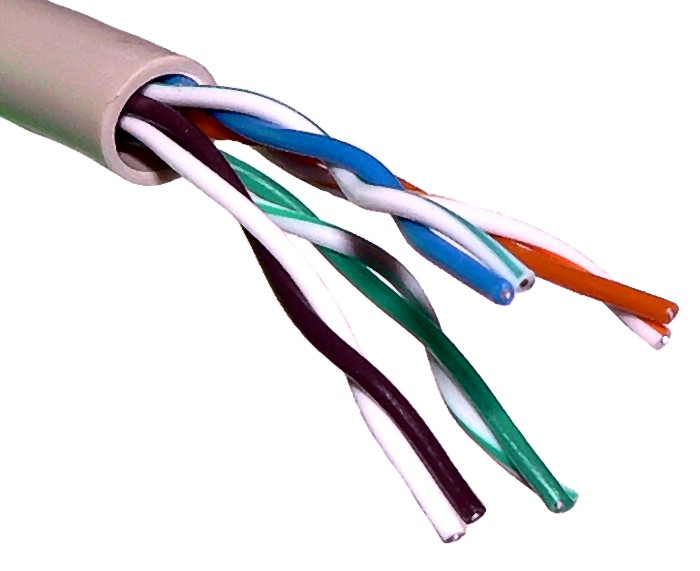
Skrętka nieekranowana

Skrętka nieekranowana (ang. Unshielded Twisted Pair, UTP) – rodzaj kabla elektrycznego zbudowany ze skręconych ze sobą par przewodów tworzących linię zrównoważoną (symetryczną), w którym nie zastosowano ekranowania ani dla całego kabla, ani dla poszczególnych par przewodów. Skręcenie przewodów w parze występuje zwykle ze splotem jeden zwój na 6-10 cm, dla każdej pary jest on inny, co redukuje pole elektromagnetyczne i przesłuch między sąsiednimi parami oraz chroni transmisję przed interferencją otoczenia. Według normy ISO/IEC 11801 jest określona jako U/UTP.
Tego typu kabel jest powszechnie stosowany w sieciach informatycznych i telefonicznych, przy czym istnieją różne technologie splotu, a poszczególne skrętki mogą mieć inny skręt. Dla przesyłania sygnałów w sieciach komputerowych konieczne są skrętki kategorii 3 (stosowane przy przepustowościach rzędu 10 Mb/s), kategorii 5 (przy przepustowościach rzędu 100–1000 Mb/s) i kategorii 6 (przy przepustowościach rzędu 1–10 Gb/s), przy czym aktualnie (2019 r.) powszechnie stosuje się tylko skrętkę kategorii 5 i 6. Popularność UTP wynika w dużym stopniu z faktu, iż jest ona znacznie tańsza od każdego innego rodzaju skrętki ekranowanej: U/FTP, F/UTP, S/UTP, SF/UTP, F/FTP, S/FTP czy SF/FTP (według ISO/IEC 11801).
Do niedawna normy określały istnienie kategorii 5e (kategorii 5. rozszerzonej); po zmianach istnieje wyłącznie kategoria 5 (bez podziału na 5 i 5e), która jest de facto kategorią 5e. Jeśli chodzi o UTP, to w praktyce instalacyjnej stosuje się wyłącznie okablowanie kategorii 5 i 6. Niektórzy producenci okablowania oferują skrętkę kategorii 7, której standard został wprowadzony w 2002 roku – jednak są to kable wyłącznie ekranowane typu S/FTP, F/FTP o podwyższonych parametrach, jednak charakteryzują się zupełnie innymi złączami, takimi jak GG45, TERA czy ARJ45. W 2018 r. wprowadzona została kategoria 8, która ma zastosowanie tylko w serwerowniach, gdyż odległość między urządzeniami nie może być większa niż 30–36 m, ale i w tym przypadku nie jest to „czysta” skrętka nieekranowana, lecz typu F/UTP lub U/FTP.